# Timniri
Timniri est une commune malienne, de l'arrondissement de Ouo, dans le cercle de Bandiagara et la région de Bandiagara.

## Population
En 2009, lors du 4e recensement, la commune comptait 17 580 habitants.

## Villages
La commune s'étend sur 27 localités relevées lors du recensement général de 2009. 
Les villages les plus peuplés sont :
- Bourkouma (2 512 habitants)
- Doumbol (1 988 habitants)
- Diangassagou (1 602 habitants)